# Normalnull
Koordinaten: 52° 30′ 12,4″ N, 13° 23′ 34,9″ O

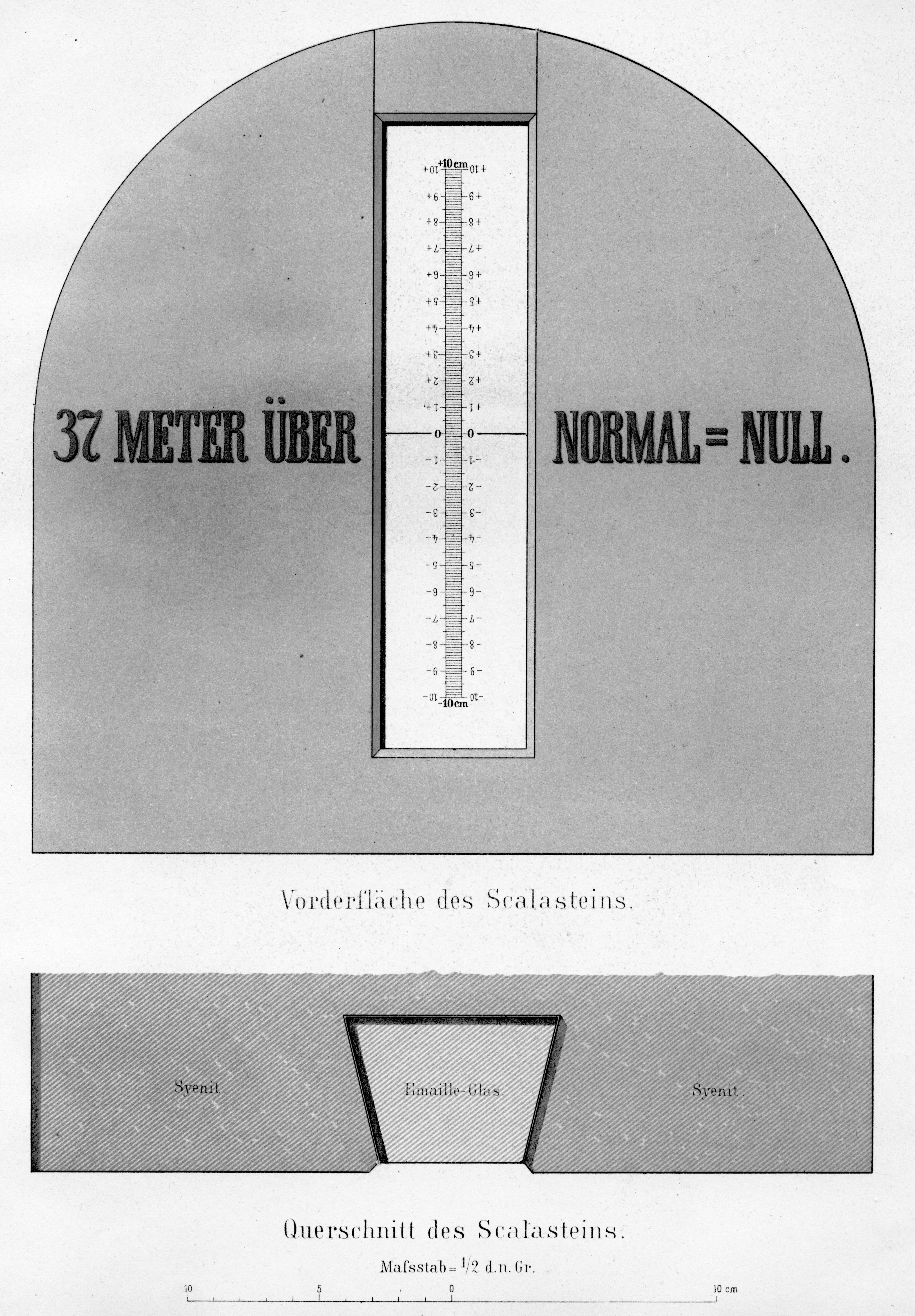
Normalhöhenpunkt 1879 – Skala aus „Emaille-Glas“ in Schwalbenschwanz in Stirnseite des eingemauerten Balkens aus Syenit

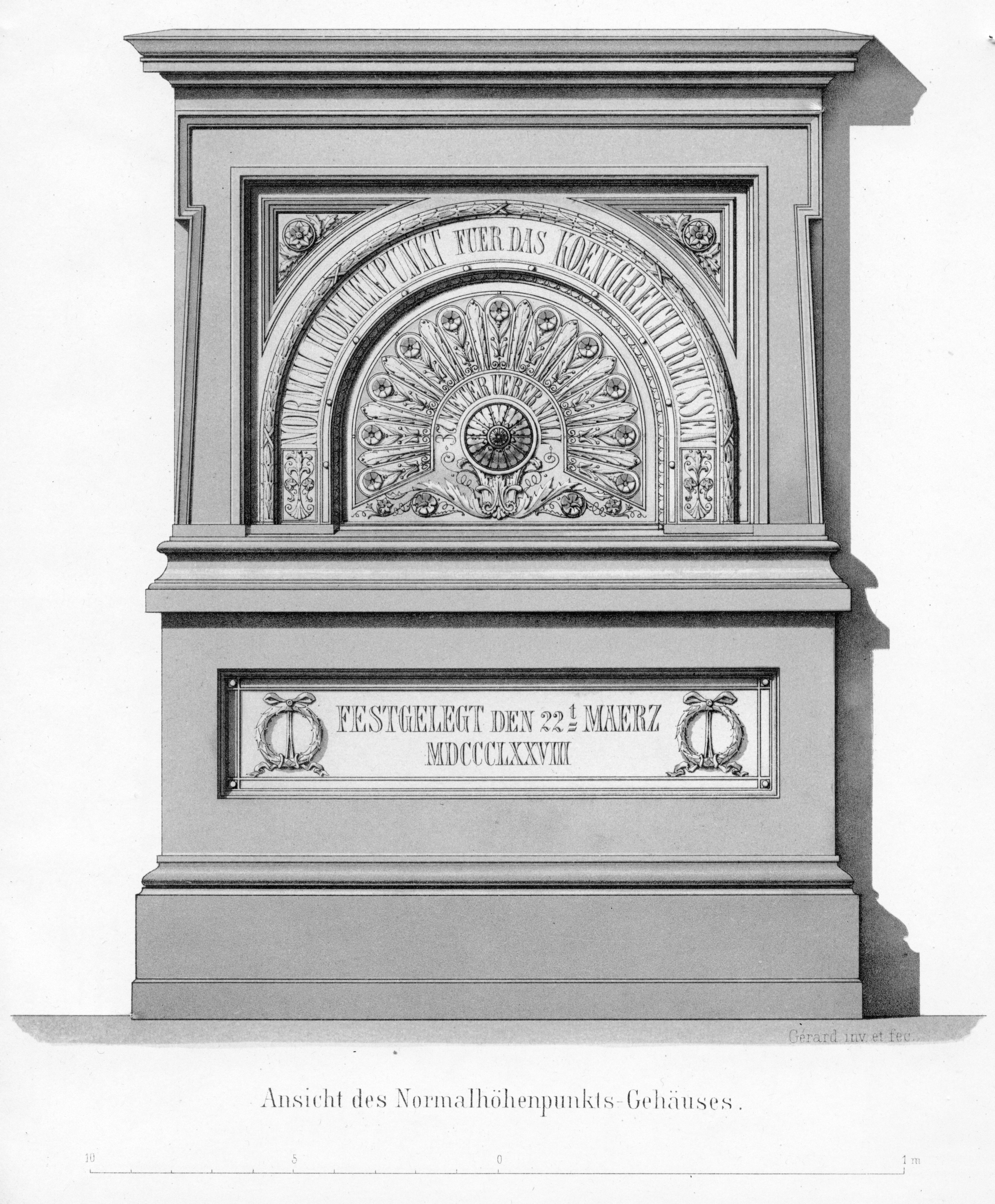
„Normalhöhenpunkt für das Königreich Preußen
37 Meter über Null
Festgelegt den 22. März 1878“ – Geschlossene Klappe des Gehäuses mit Kote

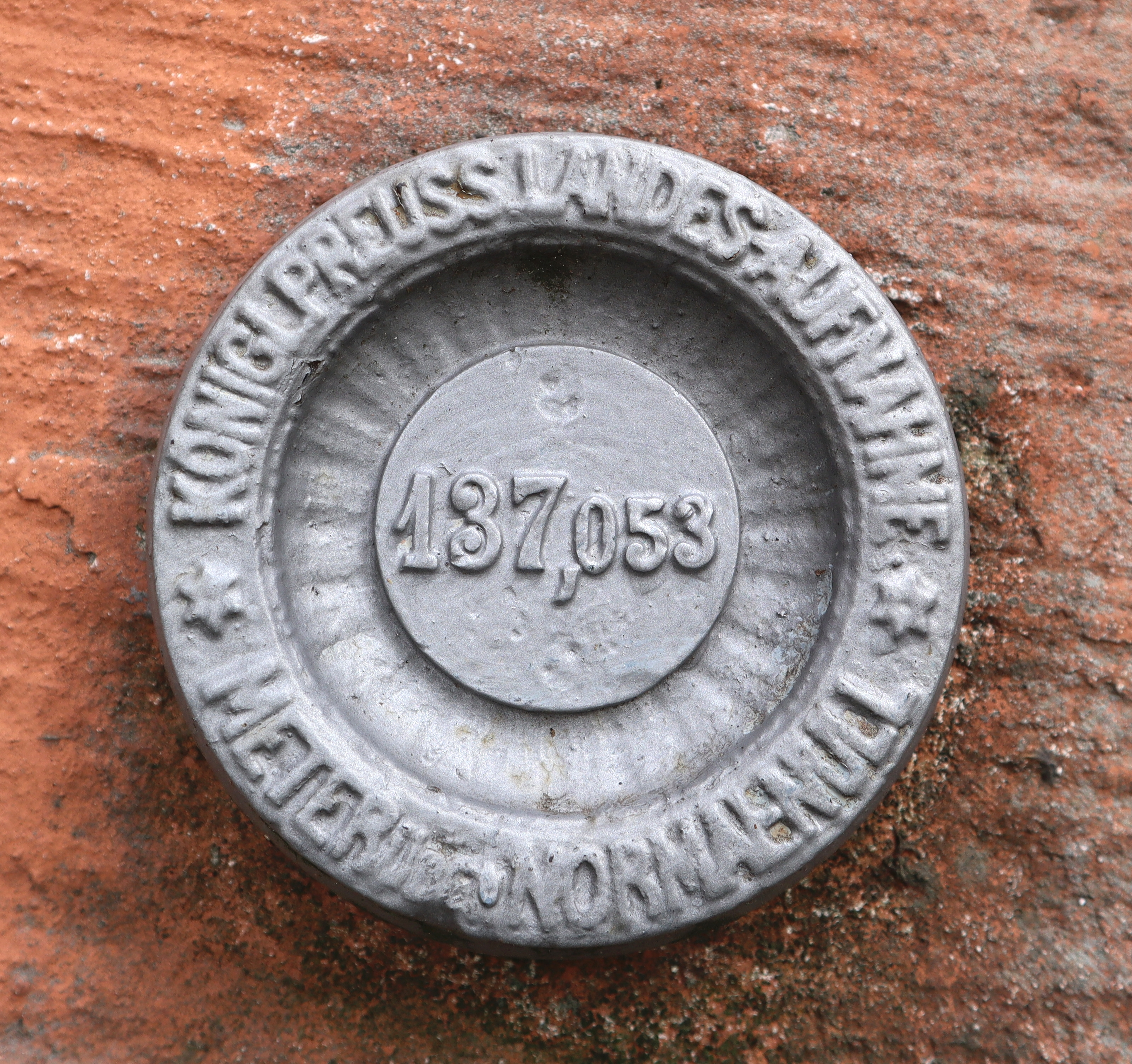
Höhenmarke der Königlich Preußischen Landesaufnahme an der St. Matthias Basilika in Trier.

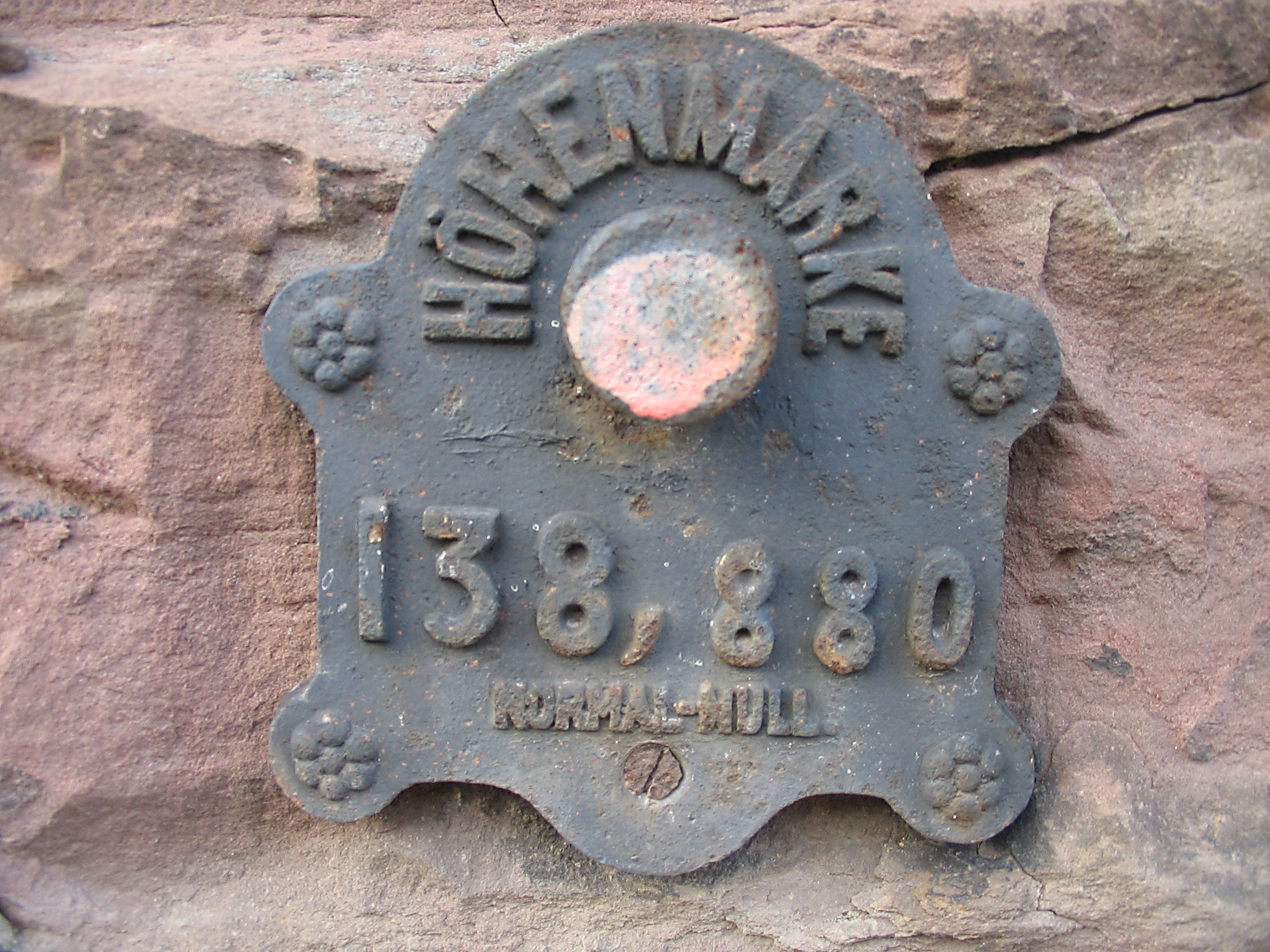
Höhenmarke an einem Gebäude als Höhenfestpunkt – in Straßburg (1871–1918 im Deutschen Reich)

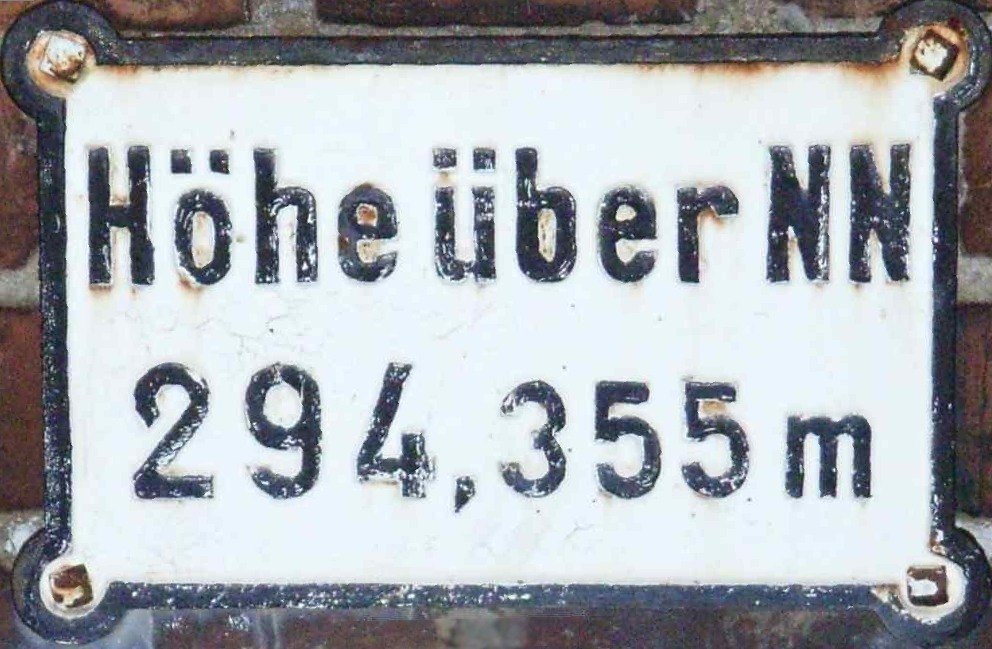
Früher gab es fast an jedem deutschen Bahnhofsgebäude bahnsteigseitig einen Normalnull-Anzeiger

Das Normalnull (auch Normal-Null, abgekürzt NN oder N. N.) war von 1879 bis 1992 das festgelegte Nullniveau der amtlichen Bezugshöhe in Deutschland. Umgangssprachlich wird die nunmehr veraltete Bezeichnung über Normalnull und die Abkürzung mNN oft als Synonym für über dem Meeresspiegel verwendet, fälschlicherweise auch für Gebiete außerhalb Deutschlands.
Seit 1993 ersetzt das Normalhöhennull (NHN) das Normalnull (NN) im Deutschen Haupthöhennetz (DHHN). Diese Umstellung der Höhenbezugsfläche erfolgte im Zuge der Zusammenführung der Höhennetze der alten und der neuen Bundesländer (DHHN92) sowie im Zusammenhang mit der europaweiten Vereinheitlichung der Höhennetze (UELN).

## Definition
In der Geodäsie ist Höhe die Positionsangabe des lotrechten Abstands von einer Referenzfläche.
Normalnull bezeichnet die Höhenbezugsfläche im Deutschen Haupthöhennetz, die durch den Normalnullpunkt verläuft. Dieser ist ein theoretischer Punkt, der genau 37 m unter dem Normalhöhenpunkt 1879 an der früheren Neuen Berliner Sternwarte liegt.
Als Bezeichnung für Höhenangaben dieses Systems wurde ursprünglich Höhe über Normal-Null oder in abgekürzter Schreibweise Höhe über N. N. festgelegt. Die Höhe des Normalhöhenpunktes wurde vom Amsterdamer Pegel durch Präzisions-Nivellements übertragen. Der Normalhöhenpunkt (und dadurch indirekt der Normalnullpunkt und letztlich Normalnull) wurde laut Inschrift am 22. März 1878 festgelegt.

## Normalnull im Deutschen Haupthöhennetz (DHHN)
Der Normalhöhenpunkt 1879 wurde 1912 wegen Abbruchs der Neuen Berliner Sternwarte durch den Normalhöhenpunkt 1912 in der Nähe des Müncheberger Ortsteils Hoppegarten (40 km östlich der Stadtmitte Berlins) ersetzt. Die per Schleifennivellement ohne Schweremessungen ermittelten Höhen wurden zusätzlich mit der Normalschwere zu normal-orthometrischen Höhen korrigiert. Das daraus resultierende Höhensystem wird DHHN12 genannt. Diese Werte wurden weiterhin mit dem Zusatz NN (für Normalnull) gekennzeichnet.
Die Höhenbezugsfläche Normalnull nähert das Geoid nur schlecht an – im Hochgebirge kann es zu Abweichungen von mehreren Dezimetern kommen. Außerdem kommt es bei der Bestimmung von Höhen neben den kleinen zufälligen Fehlern zu modellbedingten Abweichungen, den theoretischen Schleifenabschlussfehlern.
In den Jahren 1980 bis 1988 wurde das Nivellementsnetz 1. Ordnung in der Bundesrepublik Deutschland vollständig neu vermessen. Die daraus resultierenden normal-orthometrischen Höhen werden ebenfalls als Höhen über NN bezeichnet.
Dieses Höhensystem wurde nur in wenigen Bundesländern umgesetzt und wird dort vom aktuellen DHHN92 bzw. DHHN2016 abgelöst. Höhenangaben im Höhenbezug DHHN92 werden zur leichteren Unterscheidung mit dem Zusatz NHN (für Normalhöhennull) gekennzeichnet, bei DHHN2016 wird der Ausdruck Höhen über Normalhöhen-Null (NHN) im DHHN2016 verwendet.

## Höhensysteme in der DDR
In der DDR wurde Normalnull seit 1956 durch eine Höhennull (HN) genannte Höhenbezugsfläche ersetzt. Für dieses als SNN56 bezeichnete Höhensystem wurden, wie in vielen weiteren Ländern des Ostblocks, Normalhöhen verwendet. Als geodätisches Datum galt der rund 14 cm höhere Kronstädter Pegel.
In Ost-Berlin, beim Höhensystem der Deutschen Reichsbahn und an den Binnenwasserstraßen wurden in der DDR jedoch NN-Höhen unverändert weiter verwendet.